# Ethen Sampson
Ethen Sampson (* 28. Dezember 1993 in Mitchells Plain) ist ein südafrikanischer Fußballspieler.

## Verein
Erster bekannter Verein des Abwehrspielers ist der ASD Kapstadt, wo er von 2009 bis 2012 aktiv war. Am 6. März 2014 unterzeichnete Sampson einen Profivertrag nach der Homegrown Player Rule bei den Vancouver Whitecaps, nachdem er bereits ein Jahr in dessen U-23 und Reservemannschaft gespielt hatte. Am 6. September 2014 absolvierte er dann sein Profidebüt in der MLS beim 0:0 gegen D.C. United. Ende 2015 kehrte er nach dem Gewinn des Canadian Championship Vancouver den Rücken und wechselte nach langer Vereinslosigkeit 2017 zum Ubuntu Kapstadt FC. Die Saison 2019 ging er wieder nach Amerika und spielte für New Mexico United in der USL Championship. Ein Jahr später kehrte er dann wieder in seine Heimat zurück.

## Erfolge
- Canadian Championship-Sieger: 2015